# South Corning
South Corning è un villaggio degli Stati Uniti d'America, situato nello stato di New York, nella contea di Steuben.